# ماريا بلانشارد
ماريا بلانشارد (بالإسبانية: María Blanchard)‏ هو اسم مستعار لماريا جوتيريز كويتو (سانتندر، السادس من مارس لعام 1881 - باريس، الخامس من أبريل لعام 1932). هي رسامة متميزة تنتمي إلى المدرسة التكعيبية.

## السيرة الذاتية
تعرف ماريا جوتيريز كويتو باسم ماريا بلانشارد، حيث ولدت 6 من مارس عام 1881 في سانتاندر، وكان والدها مدير لصحيفة «اطلنتيكو»، والدتها كانت من أصل بولندي وفرنسي. ولذلك تبنت ماريا لقب بلانشارد وراثة عن جد والدتها.
ولدت ماريا بعيب خلقي في العمود الفقري بسبب حادث حدث لوالدتها اثناء حملها مما جعلها حدباء، ولهذا السبب عانت في طفولتها الكثير من السخريات مما اثر ذلك عليها نفسيآ طوال حياتها.
نشأت ماريا في جو عائلي مثقف لذلك والدها هو الذي احيى اهتمامها بالفن. وفي عام 1903 انتقلت الي مدريد لكي تبدأ رحلتها الفنيه مع نخبه من الرسامين مثل إميليو سالا وفرناندو الفاريز سوتومايور ومانويل بينيديتو.
و في أول خطوات حياتها الفنية، وبعد حصولها على الميدالية الثالثة في المعرض القومي للفنون التشكيلية، منحها وفد من سانتاندر في عام 1909 منحة لكي تكمل دراستها في باريس. وهناك تلقت دروس للرسام انجلادا كاماراسا وكيس فان دوجون، الذين وجهوا عملها نحو حرية استخدام الألوان والتعبير والأبتعاد عن الأكاديمية الأسبانية. وعلى سبيل المثال، لوحة «الحوريات تتسلسل إلى سيلينو»، حيث ظهر فيها تأثير بالغ للرسام انجلادا كاماراسا.
و في عام 1914 , بسبب اندلاع للحرب العالمية الأولى، عادت إلى مدريد. وحضرت في صالون لرامون غوميز دي لا سيرنا في قهوة بومبو. وشاركت في المعرض المثير للجدل من الرسامين الأساسيين، والذي أقيم لها.
وبعد ذلك تكرست للتعليم، حيث عملت كمدرسة للرسم في سالامانكا، حتى إن في عام 1916 , عندما توقفت الحرب، عادت قطعا إلى باريس.
و من عاصمة فرنسا مرة أخرى، حيث ارتبطت ماريا بفنانين مثل خوان جريس وليبتيس وميتزينجر ودييغو ريفيرا وبيكابيا وبيكاسو وخاصة مع خوان جريس فكانت تربطهما صداقة حميمة وترك تأثيرا عميقا في داخلها. شكلت جزء من المجموعة الباريسية التكعيبية وادركت ميزانيتها ولذلك نمت لوحة تكعيبية التي من خلالها ادخلت عناصر شخصية كعلاج للون.
و خطوة بخطوة تركت هذا المجال ومالت إلى فن التشكيل الذي هو عبارة عن فن تشكيل يوجد بة تأثرا تركيبا ما من حركة تكعيبية. حيث تتميز بالالوان المثيرة والرسومات المتناقضة القاسية العنيفة. فهى عبارة عن صور ذاتية ومعبره عن اشخاص يائسيين.

## وفاتها
و في عام 1927 عندما توفى خوان جريس كان لهذا اثر عميق في حياة ماريا بلانشارد حيث انعزلت عن الاخرين وفقدت علاقتها مع الفنانين حتى تدهورت صحتها واصيبت بالسل ولكن رغم كل هذا لن تترك الرسم حتى ان توفيت في عام 1932 .

## أعمالها
تبرز من بين أعمالها في المرحلة الأولى (لا كومولجانتي) في عام 1914 . ففي الفترة التكعيبية ظهرت بعض أعمالها بتفوق مثل:
- السيدة تحمل المروحة (1916).
- الطبيعة التكعيبية الميتة (1917).
- التركيب التكعيبي (1918).
- الطبيعة التكعيبية الميتة (1919).

### الطبيعة التكعيبية الميتة (1917)
فهي طبيعة ميتة تتكون من زجاجة وعلبة، موضوعة على قطعة أثاث. تمثل الزجاجة النمط الرأسي الذي يوازن بين الخطوط المائلة والمنحنية التي تسيطر على التركيب. ويتسلط الضوء على النمط اللوني والضوئي، والذي يتحقق بواسطة التباين بين الخطوط الداكنة (الأسود والبني) والخطوط الفاتحة (الأبيض والأصفر والرمادي الفاتح)، وإدخال ظلال متوسطة.

### التركيب التكعيبي (1918)
في هذه اللوحة، تكون العناصر أقل تعريفا من (الطبيعة التكعيبية الميتة). فالخطوط تتداخل بعضها البعض حيث تفقد الشعور بالعمق. والتدرج في الألوان مقيد وصارم، فالألوان الرمادي والرصاص والأبيض تتناقض في الخلفية مع اللون الأزرق الداكن.
و الحروف " LA " و" SE "، تستخدمها ماريا بلانشارد بكثرة في أعمالها التكعيبية، والتي تتصدر عناوين صحيفة (لا بريسي).

### الطبيعة التكعيبية الميتة (1919)
في هذا العمل، الخطوط والمستويات المرسومة بدقه هندسية تذكرنا بخوان جريس. فالمجموعة مرتبة وحيوية. وهناك تناغم بين الخطوط المستقيمة والمنحنيات. فالأولى، تعطي شكل المستويات والأركان، والثانية تنتمي إلى أشياء حيوية. وبالإضافة إلى ذلك، تقدم لنا حيوية كبيرة تتميز بالألوان والإضاءة.
الطبيعة التكعيبية الميتة تتفق مع الجزء الأخير من مرحلة الفن التكعيبي لماريا بلانشارد.
و في السنوات التالية حدث تغيير في مسارها نحو التشكيل. فهي تقدم لنا مشاهد يومية ذات مشاعر كبيرة، على الرغم من أنها تنتمي إلى المدرسة التكعيبية من وجهة النظر التركيبية.

### بعض الأمثلة الأخرى من أعمالها
- الغجرية (1907).
- الأم والأبن (1921-1922).
- الفتاة الريفية (1923- 1926).
- الطفل والمرآه (1925).
- الأمومة (1925).